# Colonia industrial Nuestra Señora del Carmen
La colonia industrial Nuestra Señora del Carmen fue un complejo industrial situado en el municipio español de Puente Genil, en la provincia de Córdoba (Andalucía). Las instalaciones se encontraban ubicadas junto a la estación ferroviaria y la línea férrea Córdoba-Málaga.

## Historia
El complejo fue promovido por el empresario pontanense Antonio Baena Delgado a comienzos del siglo XX, que puso en marcha la construcción de la fábrica de harinas «Nuestra Señora del Carmen». Con posterioridad se fueron añadiendo otras instalaciones hasta formar un complejo. Durante sus inicios la producción de la fábrica harinera oscilaba entre 18 y 20 toneladas diarias, vendiéndose diariamente unos 4.000 panes en la comarca. Otras fábricas del complejo estaban a cargo de la elaboración de aceites de oliva y productos derivados. Tras más de medio siglo de actividad, la sociedad propietaria de la colonia se declaró en quiebra el 29 de septiembre de 1965.
Tras ser rehabilitada, en marzo de 2008 la antigua fábrica harinera fue reinaugurada como hotel.

## Características
A lo largo de su existencia el complejo industrial estuvo formado por varias instalaciones: una fábrica harinera, una fábrica de pastas, panadería, una extractora de orujo, una jabonería, una almazara, una refinería de aceite y varios almacenes. De todo el conjunto sobresale la fábrica de harinas, el primero en ser construido (1905) y el de mayor envergadura. La colonia contaba también con su propia iglesia, construida en 1917, y con viviendas para los obreros. Una central eléctrica situada en la zona del Salto de los Rapetas suministraba fluido eléctrico al complejo, al igual que a los municipios de Puente Genil o Aguilar de la Frontera. Esta central estuvo en servicio durante varias décadas, entre 1905 y 1945.